# Liliʻuokalani delle Hawaii

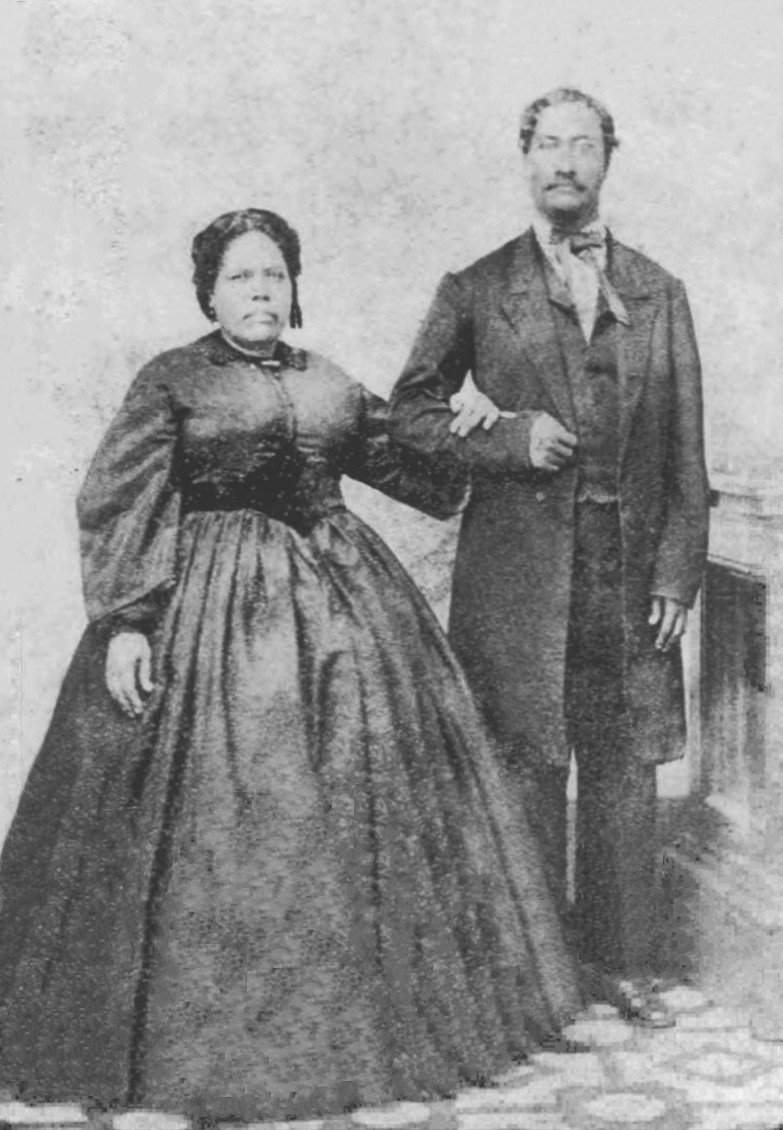
Caesar e Analea, genitori di Liliʻuokalani e Kalākaua

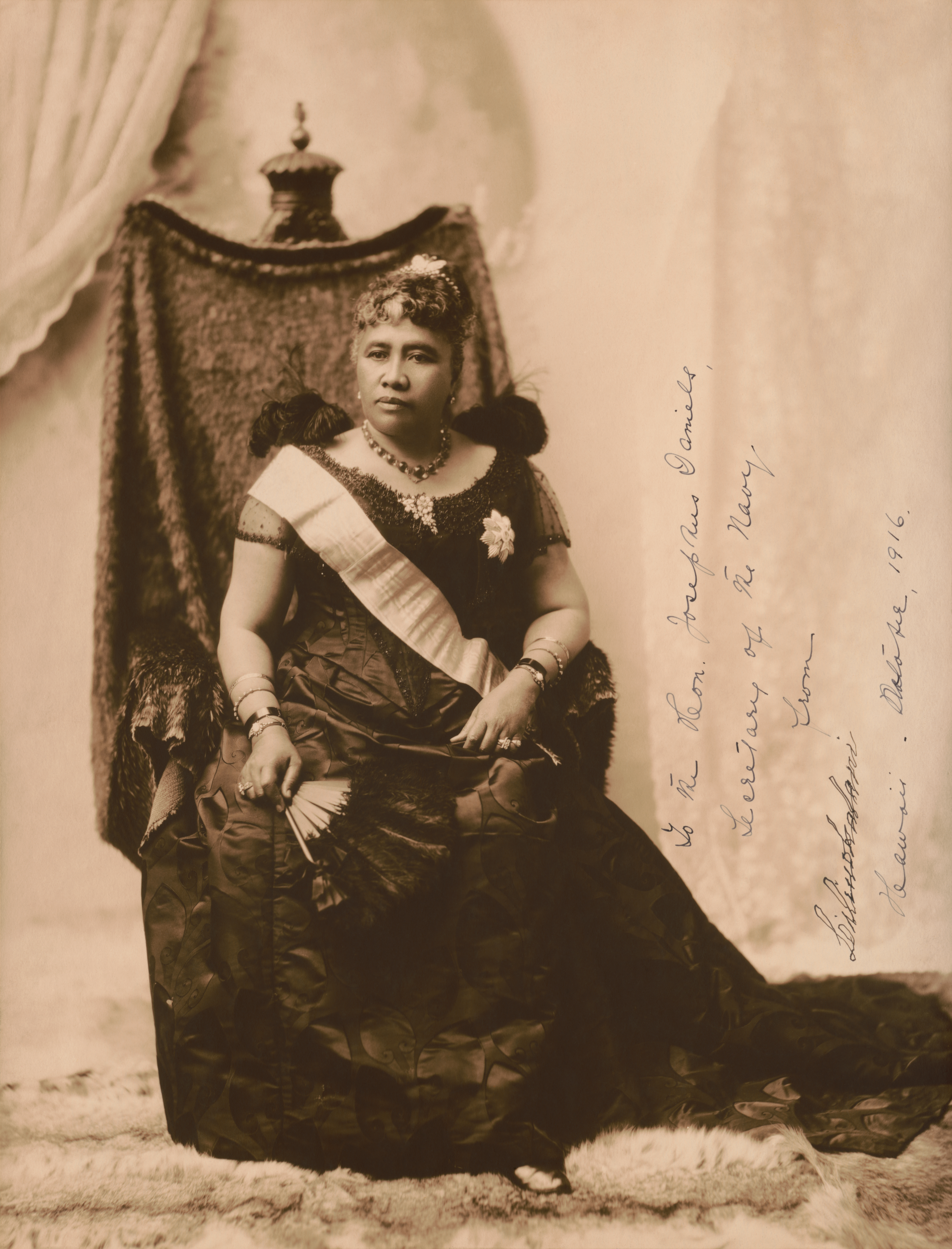
La regina sul trono

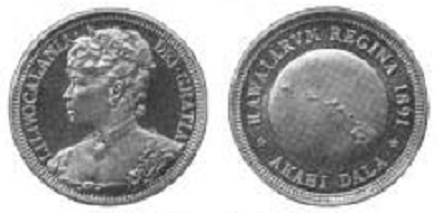
Moneta con l'effigie della regina

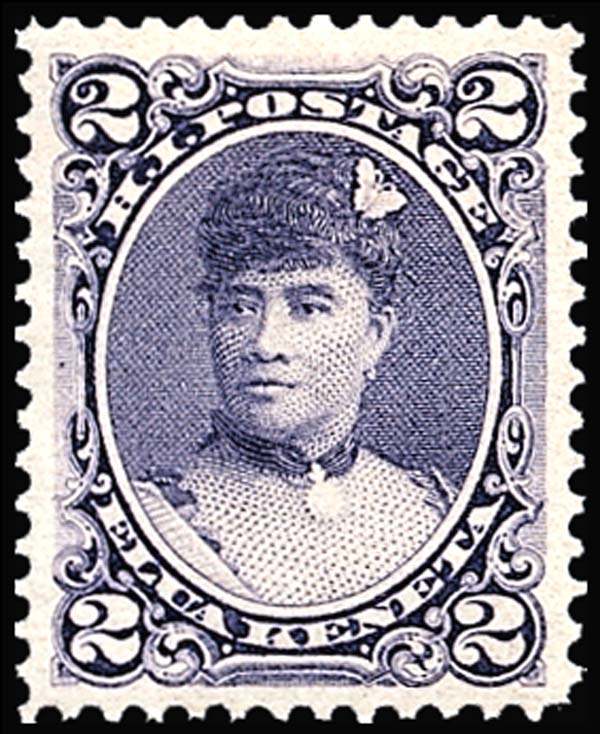
Francobollo con il ritratto della sovrana

Liliʻuokalani, regina delle Hawaii, nome di nascita Lydia Kamakaʻeha, e conosciuta anche come Lydia Kamakaʻeha Pākī e da sposata Lydia K. Dominis (Honolulu, 2 settembre 1838 – Honolulu, 11 novembre 1917), è stata l'ultima monarca delle isole Hawaii.

## Biografia

### Infanzia
Nacque sull'erba, in un rifugio di fortuna situato nei pressi di Honolulu, figlia di Caesar Kapaʻakea e Analea Keohokālole. Secondo la tradizione hawaiana Liliʻuokalani venne adottata da Abner Pākī e da sua moglie, Laura Kōnia (una nipote del re Kamehameha I). 
Passò l'infanzia tra lo studio alla Royal School e il gioco con Bernice Pauahi, figlia dei suoi genitori adottivi; fu in questo periodo che presso la Royal School imparò un inglese fluente. 

### Regno
Il 16 settembre del 1862 si sposò con John Owen Dominis, che divenne governatore reale di Oʻahu e Maui. La coppia non ebbe figli, quindi l'erede di Liliʻuokalani fu, per molti anni, la nipote Victoria Kaʻiulani (1875-1899), che tuttavia morì prima di Lili'uokalani. 
Liliʻuokalani ereditò il trono dal fratello Kalākaua il 17 gennaio 1891 e poco tempo dopo aver raggiunto il potere tentò di abrogare la costituzione vigente e abbozzare una nuova costituzione che ripristinasse il potere della monarchia. Minacciati dall'eliminazione della costituzione (e dei diritti in essa contenuta) proposta della regina, i numerosi occidentali residenti nel Regno delle Hawaii asserirono che la sovrana avesse di fatto abdicato attentando alle garanzie costituzionali.
A causa di tali turbolenze, anche il commercio ebbe delle forti ripercussioni negative, in particolare quando gli Stati Uniti bloccarono le tariffe agevolate di importazione dello zucchero hawaiano e qualcuno iniziò a ipotizzarne anche l'annessione. Quest'ultima manovra segnò l'inizio della fine per la monarchia: il ministro John Leavitt Stevens ordinò alla USS Boston di stanziarsi alle Hawaii per proteggere gli interessi commerciali statunitensi. La regina fu costretta ad accettare l'abdicazione, che avvenne il 17 gennaio 1893, in seguito alla quale si instaurò un governo provvisorio.
Visti gli eventi interni e la crescente pressione esterna, il 16 novembre lo stesso governo provvisorio propose alla regina di prendere nuovamente il trono in cambio dell'amnistia per i responsabili della rivolta, ma per tutta risposta Liliʻuokalani dichiarò che avrebbe condannato a morte tutti i responsabili. Il 18 dicembre Liliʻuokalani ritrattò tale affermazione, tanto che l'allora presidente USA Grover Cleveland, scrisse quanto accaduto in una relazione al congresso degli Stati Uniti, il quale chiese a sua volta al governo provvisorio delle Hawaii di accettare la riassunzione del trono da parte della regina, ma a questo punto fu proprio il governo hawaiano a rifiutare l'offerta.
Il 4 luglio 1894 venne proclamata la Repubblica delle Hawaii che, come prevedibile, nel 1898 venne annessa agli USA. Liliʻuokalani visse come privata cittadina nel palazzo di Washington Place (Honolulu, Hawaii) fino al 1917, anno della sua morte.

### Onorificenze hawaiane

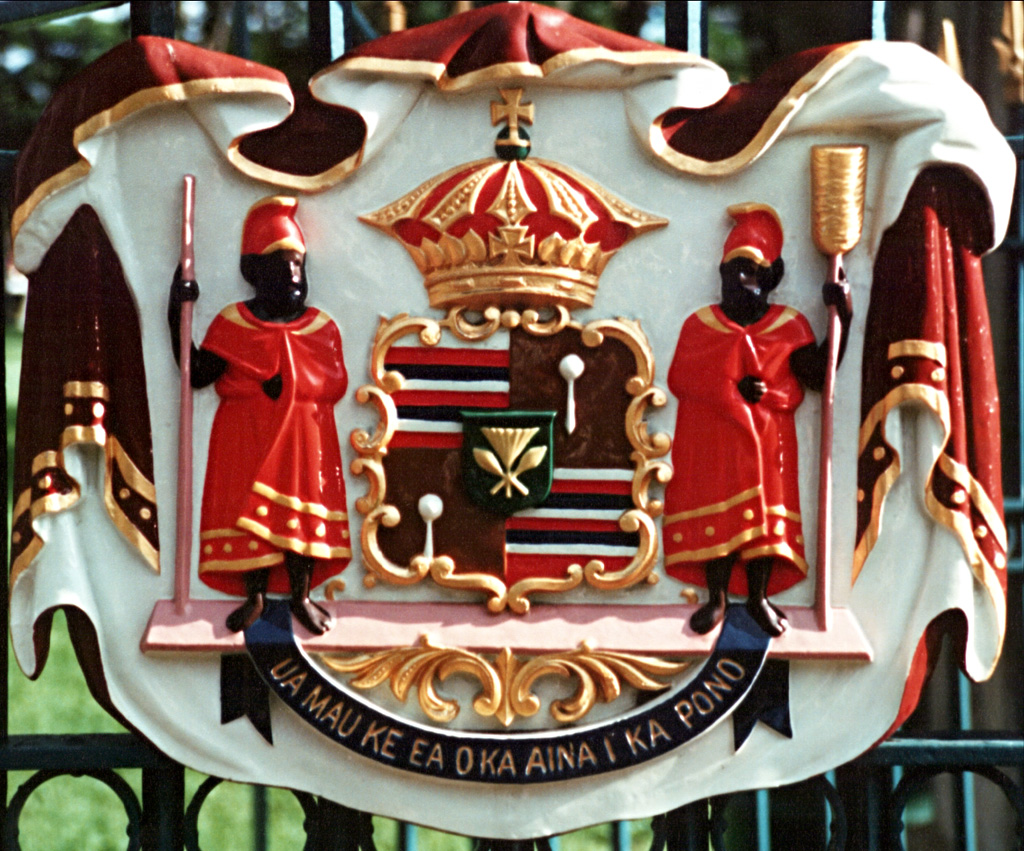
Lo stemma del regno
(cancello del Palazzo Reale)

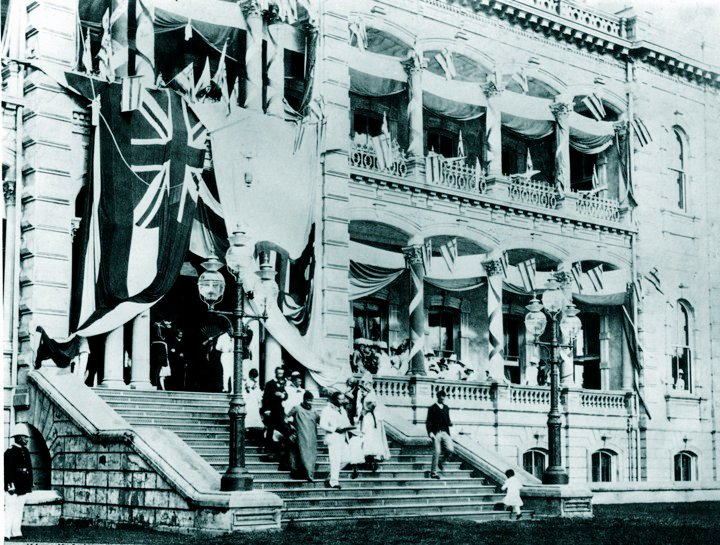
Il Palazzo Reale (ʻIolani Palace)

## Albero genealogico
|                                               |                                    |                                              | Genitori                                      |  |  | Nonni |  |  | Bisnonni                           |  |  | Trisnonni                          |  |
|                                               |                                    |                                              |                                               |  |  |       |  |  | Aliʻi Nui Kepoʻokalani di Kauaʻi * |  |  | Aliʻi Nui Kameʻeiamoku di Kauaʻi * |  |
|                                               |                                    |                                              |                                               |  |  |       |  |  | Aliʻi Nui Kepoʻokalani di Kauaʻi * |  |  | Aliʻi Nui Kameʻeiamoku di Kauaʻi * |  |
|                                               |                                    | Aliʻi Nui Kamakaeheikuli di Kohala *         |                                               |  |  |       |  |  | Aliʻi Nui Kepoʻokalani di Kauaʻi * |  |  |                                    |  |
| Aliʻi Nui Kamanawa II di Kauaʻi               |                                    |                                              |                                               |  |  |       |  |  | Aliʻi Nui Kepoʻokalani di Kauaʻi * |  |  |                                    |  |
|                                               |                                    | Aliʻi Nui Alapaʻiwahine di Kaʻū              | Aliʻi Nui KalaninuiʻIamamao di Kaʻū           |  |  |       |  |  |                                    |  |  |                                    |  |
|                                               |                                    | Aliʻi Nui Alapaʻiwahine di Kaʻū              | Aliʻi Nui KalaninuiʻIamamao di Kaʻū           |  |  |       |  |  |                                    |  |  |                                    |  |
|                                               |                                    | Aliʻi Nui Alapaʻiwahine di Kaʻū              | Aliʻi Nui Kaoʻlanialiʻi di Kaʻū               |  |  |       |  |  |                                    |  |  |                                    |  |
| Aliʻi Nui Caesar Kaluaiku Kapaʻakea di Kauaʻi |                                    | Aliʻi Nui Alapaʻiwahine di Kaʻū              |                                               |  |  |       |  |  |                                    |  |  |                                    |  |
|                                               |                                    | Aliʻi Nui Kanepawale                         | Aliʻi Nui Kaʻihelemoana                       |  |  |       |  |  |                                    |  |  |                                    |  |
|                                               |                                    | Aliʻi Nui Kanepawale                         | Aliʻi Nui Kaʻihelemoana                       |  |  |       |  |  |                                    |  |  |                                    |  |
|                                               |                                    | Aliʻi Nui Kanepawale                         | Aliʻi Nui Kaʻopa                              |  |  |       |  |  |                                    |  |  |                                    |  |
| Aliʻi Nui Kamokuiki                           |                                    | Aliʻi Nui Kanepawale                         |                                               |  |  |       |  |  |                                    |  |  |                                    |  |
|                                               |                                    | Aliʻi Nui Uaua                               | Aliʻi Nui Kaʻehunuiamamaliʻi                  |  |  |       |  |  |                                    |  |  |                                    |  |
|                                               |                                    | Aliʻi Nui Uaua                               | Aliʻi Nui Kaʻehunuiamamaliʻi                  |  |  |       |  |  |                                    |  |  |                                    |  |
|                                               |                                    | Aliʻi Nui Uaua                               | Aliʻi Nui Koʻi                                |  |  |       |  |  |                                    |  |  |                                    |  |
| Liliʻuokalani delle Hawaii                    |                                    | Aliʻi Nui Uaua                               |                                               |  |  |       |  |  |                                    |  |  |                                    |  |
|                                               | Aliʻi Nui Kepoʻokalani di Kauaʻi * | Aliʻi Nui Kameʻeiamoku di Kauaʻi *           |                                               |  |  |       |  |  |                                    |  |  |                                    |  |
|                                               | Aliʻi Nui Kepoʻokalani di Kauaʻi * | Aliʻi Nui Kameʻeiamoku di Kauaʻi *           |                                               |  |  |       |  |  |                                    |  |  |                                    |  |
|                                               | Aliʻi Nui Kepoʻokalani di Kauaʻi * | Aliʻi Nui Kamakaeheikuli di Kohala *         |                                               |  |  |       |  |  |                                    |  |  |                                    |  |
| Aliʻi Nui ʻAikanaka di Kauaʻi                 | Aliʻi Nui Kepoʻokalani di Kauaʻi * |                                              |                                               |  |  |       |  |  |                                    |  |  |                                    |  |
|                                               |                                    | Principessa Keohohiwa di Hilo                | Aliʻi Nui Keaweaheulu di Waiʻanae             |  |  |       |  |  |                                    |  |  |                                    |  |
|                                               |                                    | Principessa Keohohiwa di Hilo                | Aliʻi Nui Keaweaheulu di Waiʻanae             |  |  |       |  |  |                                    |  |  |                                    |  |
|                                               |                                    | Principessa Keohohiwa di Hilo                | Regina Ululani Nui di Hilo                    |  |  |       |  |  |                                    |  |  |                                    |  |
| Aliʻi Nui Analea Keohokālole di Kauaʻi        |                                    | Principessa Keohohiwa di Hilo                |                                               |  |  |       |  |  |                                    |  |  |                                    |  |
|                                               |                                    | Aliʻi Nui Kahoalani Eia dell'Isola di Hawaii | Aliʻi Nui Kamakakaualiʻi dell'Isola di Hawaii |  |  |       |  |  |                                    |  |  |                                    |  |
|                                               |                                    | Aliʻi Nui Kahoalani Eia dell'Isola di Hawaii | Aliʻi Nui Kamakakaualiʻi dell'Isola di Hawaii |  |  |       |  |  |                                    |  |  |                                    |  |
|                                               |                                    | Aliʻi Nui Kahoalani Eia dell'Isola di Hawaii | Aliʻi Nui Kapalaoa                            |  |  |       |  |  |                                    |  |  |                                    |  |
| Aliʻi Nui Kamaʻeokalani dell'Isola di Hawaii  |                                    | Aliʻi Nui Kahoalani Eia dell'Isola di Hawaii |                                               |  |  |       |  |  |                                    |  |  |                                    |  |
|                                               |                                    | Aliʻi Nui Keakaula dell'Isola di Hawaii      | Principe Ahaula dell'Isola di Hawaii          |  |  |       |  |  |                                    |  |  |                                    |  |
|                                               |                                    | Aliʻi Nui Keakaula dell'Isola di Hawaii      | Principe Ahaula dell'Isola di Hawaii          |  |  |       |  |  |                                    |  |  |                                    |  |
|                                               |                                    | Aliʻi Nui Keakaula dell'Isola di Hawaii      | Principessa Kawehe dell'Isola di Hawaii       |  |  |       |  |  |                                    |  |  |                                    |  |
|                                               |                                    | Aliʻi Nui Keakaula dell'Isola di Hawaii      |                                               |  |  |       |  |  |                                    |  |  |                                    |  |